# Caspien (cheval)
Pour l’article homonyme, voir Caspiens.
Le Caspien ou cheval de la Caspienne, est une race de poneys à la morphologie de cheval miniature, originaire du nord de l'Iran, au bord de la mer Caspienne. Considéré comme éteint depuis le Xe siècle, il est redécouvert en 1965 par une Américaine qui lance un programme d'élevage en Iran avant d'exporter plusieurs spécimens en Grande-Bretagne, notamment en raison des troubles politiques affectant le pays. 
Proche des équidés primitifs, le Caspien possède des caractéristiques propres qui ne se retrouvent chez aucune autre race chevaline. Petit cheval bien proportionné, il est souvent comparé à l'Arabe. Rapide, agile et robuste, il montre des dispositions pour le saut d'obstacles, mais ses qualités font également de lui un petit cheval polyvalent. Si le Caspien subsiste en faible nombre dans son pays d'origine, il est présent dans plusieurs pays d'Europe, en Australie, en Nouvelle-Zélande et aux États-Unis. Sans être en danger d'extinction, ses effectifs dispersés font peser sur lui une menace de consanguinité et de disparition.

## Histoire

### Antiquité
Les origines du Caspien sont très anciennes, puisqu'un type de petit cheval ne dépassant pas 0,90 m au garrot vivait en Mésopotamie avant la domestication du cheval. Il est probable que le Caspien soit un descendant direct de ces équidés primitifs, car il possède des caractéristiques propres comme des grosses molaires sur la mâchoire supérieure, un scapulum particulier, et une formation légèrement différente des trois os pariétaux de la tête. Plusieurs autres éléments influent dans ce sens avec la découverte en Iran des os d'un petit cheval datant de 3000 av. J.-C., très semblable au Caspien et à la représentation de petits chevaux similaires dans les arts de l'époque,,. Sa conformation particulière, assez éloignée des autres types primitifs, a laissé supposer qu'il pourrait être un ancêtre du cheval Arabe notamment en raison de sa queue attachée haut et de son profil de tête concave,.

### Redécouverte
La race est considérée comme éteinte depuis le Xe siècle ,. En 1965, une Américaine, Louise Firouz, redécouvre la race dans les monts Elbourz sur les bords de la mer Caspienne, alors qu'elle est à la recherche de poneys pour l'école d'équitation qu'elle cherche à monter. Les trois petits chevaux aux allures d'Arabe qu'elle découvre, et qui ne ressemblent à aucun autre poney, la poussent à poursuivre ses recherches,. Pendant cinq ans, ces recherches sont menées pour répertorier les sujets présentant les caractéristiques du Caspien. Les premiers recensements font état de près de cinquante sujets, mais aucun d'entre eux ne peut être considéré comme totalement pur. Un programme d'élevage est lancé à Norouzabad avec le soutien de la Royal Horse Society d'Iran sur la base de sept juments et de six étalons. Sur les quatorze poulains nés de ce programme, treize possèdent les caractéristiques du Caspien. Les évènements politiques en Iran et la situation de la famille royale compromettent cependant l'expérience. Entre 1971 et 1976, Louise Firouz parvient à exporter neuf étalons et quatorze juments en Europe. Une société d'élevage est créée en Grande-Bretagne. En 1977, l'exportation de chevaux est interdite. Après la chute de la famille royale, l'ensemble de leurs chevaux sont vendus, certains pour leur viande. Après 1977, le Caspien reprend de l'importance comme symbole, et est considéré comme un trésor national. Louise Firouz parvient à reconstruire un troupeau de vingt-trois animaux, mais pendant la Guerre Iran-Irak ces derniers sont confisqués par les gardes révolutionnaires, et envoyés au front.
La race n'est pas considérée comme en danger d'extinction, mais les individus restent extrêmement rares. On compte en 2015 moins de 1 000 individus vivant hors de l'Iran, ce qui compte tenu du fait que près de la moitié de ces chevaux sont des hongres, rend la menace de consanguinité et de disparition présente.

## Description

### Morphologie

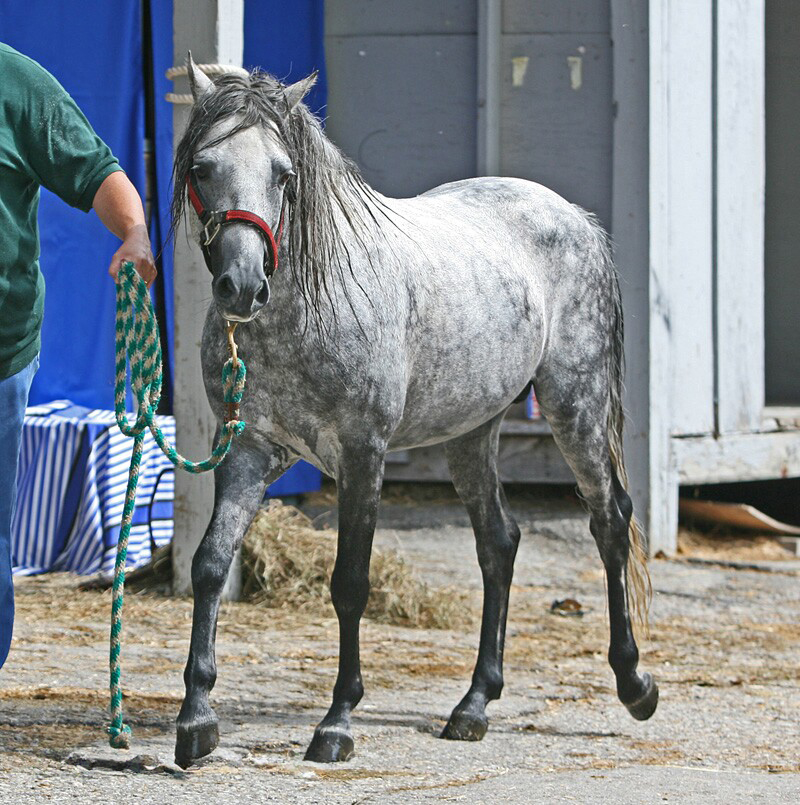
Étalon caspien tenu en main.

Le caspien a l'aspect d'un petit cheval bien proportionné. Sa taille est comprise entre 1 m et 1,20 m,,. Le caspien présente certaines particularités uniques : il possède une molaire supplémentaire et son omoplate ainsi que les os de son crâne ont une forme très particulière. Sa tête est petite et fine avec des petites oreilles mobiles, des naseaux larges et de grands yeux intelligents,. L'encolure, puissante et élégante, est implantée haut. Ses épaules sont obliques. La ligne dorsale est courte et compacte, et la croupe légèrement oblique. Le corps est étroit et de corpulence moyenne. Ses membres sont solides et bien structurés avec des sabots petits et résistants. La queue et la crinière sont fluides.

### Robe
Il présente le plus souvent une robe baie, bai-brune, grise, alezane ou noire,. Des caspiens à la robe noire ou isabelle peuvent également être rencontrés, mais beaucoup plus rarement. La robe pie n'est pas acceptée,. Bien qu'admises, les marques blanches en tête et les balzanes sont généralement absentes ou très peu étendues.

### Tempérament et entretien
Les caspiens sont des petits chevaux robustes, très rapides et résistants. Leur caractère est identique à celui d'un cheval. Ils sont réputés dociles, affectueux et intelligents. Vif et près du sang, ils ne sont pourtant pas trop nerveux, et ne présentent pas de facette indisciplinée ou rétive,.
Le Caspien a fait l'objet d'une étude visant à déterminer la présence de la mutation du gène DMRT3 à l'origine des allures supplémentaire : l'étude de 52 sujets a permis de confirmer la présence de cette mutation chez 8,7 % des chevaux testés, ainsi que l'absence de chevaux présentant des allures supplémentaires parmi les représentants de la race. 

### Santé et diversité génétique
Du fait de la taille réduite du cheptel, le Caspien a une diversité génétique réduite, avec notamment une certaine déficience du niveau d'hétérozygotie. La race ne semble cependant pas  avoir subi de goulet d'étranglement génétique.

## Utilisations

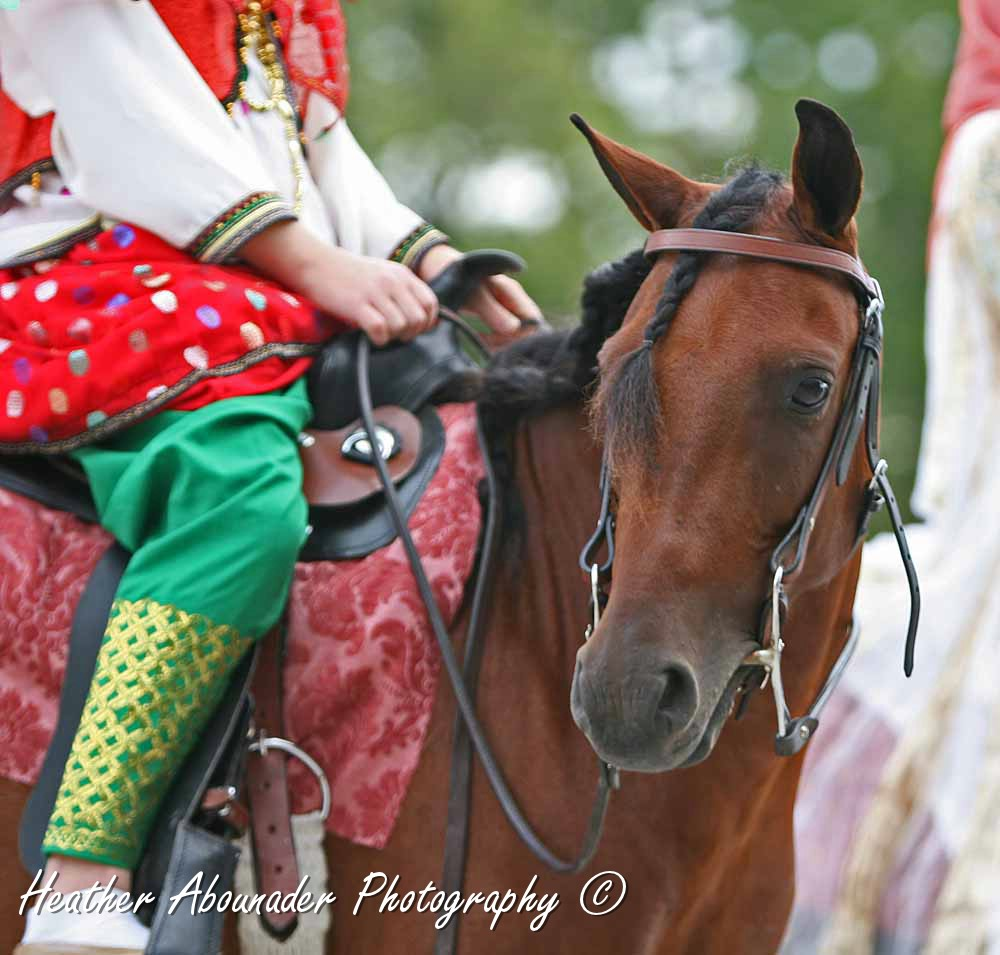
Tête d'un Caspien monté en tenue traditionnelle.

Le Caspien est d'une grande rapidité pour sa taille. Sa grande agilité et sa prédisposition pour le saut en font un cheval adapté pour le saut d'obstacles. L'attelage est également une de ses disciplines de prédilection. Il peut également être utilisé en dressage, en TREC et en endurance. Ses qualités font aussi de lui un très bon cheval pour les pony games.
De par sa petite taille et son bon tempérament, il est parfaitement adapté aux enfants, en particulier aux débutants.

## Diffusion de l'élevage
Peu de chevaux caspiens subsistent encore dans leur pays d'origine. La race est présente dans plusieurs pays d'Europe, en Australie, en Nouvelle-Zélande et aux États-Unis. Par ailleurs, l'ouvrage Equine Science (4e édition de 2012) le classe parmi les races de poneys peu connues au niveau international.

### Aux États-Unis
Le premier étalon caspien est introduit aux États-Unis en 1966, mais celui n'effectue aucune saillie en race pure. Il en est de même pour un second étalon importé en 1973. En 1994, ce sont sept chevaux caspiens qui sont importés au Texas et élevés au Monastery of St. Clare Miniature Horse Farm. Les produits nés de cet élevage se répartissent ensuite sur l'ensemble du territoire américain. Entre l'élevage local et l'import de nouveaux chevaux, la population américaine s'élève à près de 500 sujets en 2003. Equus Survival Trust classe la race comme étant « en danger critique » (entre 100 et 300 femelles aptes à se reproduire) aux États-Unis, d'après l'évaluation de 2016.

### En France
En France, le Caspien fait partie des races conventionnées par les Haras nationaux depuis 2010. En 2015, il n'existait qu'un seul élevage de Caspiens en France, à l'orientation tournée à la fois vers la sauvegarde de la race et vers le croisement, en particulier avec le cheval arabe. Un second élevage a vu le jour, près de Pau.

#### Ouvrages spécialisés
- [Dalton 2000] (en) Brenda Dalton, The Caspian Horse, J.A. Allen, 2000, 24 p. (ISBN 0851317979 et 9780851317977, lire en ligne)

#### Ouvrages généralistes
- [Ravazzi 2002] Gianni Ravazzi, « Poney caspien », dans L'encyclopédie des chevaux de race, Bergame, Italie, De Vecchi, 2002, 190 p. (ISBN 9782732825946), p. 149
- [Draper 2006] Judith Draper (trad. Sophie Smith, ill. Rodney Paull, photogr. Kit Houghton), « Le Caspien », dans Le grand guide du cheval : les races, les aptitudes, les soins, Romagnat, Éditions de Borée, 2006, 256 p. (ISBN 2844944205 et 9782844944207, OCLC 470405910, BNF 40173187, lire en ligne), p. 150
- [Edwards 2006] Elwyn Hartley Edwards, « Caspian », dans Les chevaux, Éditions de Borée, 2006, 272 p. (ISBN 2844944493 et 9782844944498, lire en ligne), p. 258-259
- [Hendricks & Dent 2007] (en) Bonnie Lou Hendricks et Anthony A. Dent, « Caspian », dans International Encyclopedia of Horse Breeds, University of Oklahoma Press, 2007, 486 p. (ISBN 080613884X et 9780806138848, lire en ligne), p. 112-114
- [Fitzpatrick 2008] Andrea Fitzpatrick, « Caspien », dans Le Monde fascinant des chevaux, Paris, Nov'edit, 2008, 437 p. (ISBN 9782350332086), p. 80-81
- [Lynghaug 2009] (en) Fran Lynghaug, « Caspian horse », dans The Official Horse Breeds Standards Guide: The Complete Guide to the Standards of All North American Equine Breed Associations, Voyageur Press, 2009, 672 p. (lire en ligne), p. 439-444
- [Dutson 2012] (en) Judith Dutson, « Caspian », dans Storey's Illustrated Guide to 96 Horse Breeds of North America, Storey Publishing, 2012, 416 p. (lire en ligne), p. 91-93
- [Bataille et Tsaag Valren 2017] Lætitia Bataille et Amélie Tsaag Valren, Races équines de France, Paris, Éditions France Agricole, janvier 2017, 2e éd. (1re éd. 2008), 304 p. (ISBN 2-85557-481-1, OCLC 971243118, BNF 45194192).

#### Articles de presse
- [Lattach 2015] Fanny Lattach, « La renaissance du Caspien », Cheval Magazine, no 522,‎ mai 2015, p. 44-47